# 白鹭湖站
白鹭湖站是贵阳轨道交通1号线的地铁车站，位于中华人民共和国贵州省贵阳市观山湖区宏运大道与凯里路交叉口西侧，于2017年12月28日开通。

## 车站结构
白鹭湖站沿宏运大道呈东西向设置，为地下二层岛式站台车站，车站长201.28米，标准段宽19.2米，车站地下一层为站厅层，地下二层为站台层。
| 地面              | 出入口 | A、B、C、D出入口                                                                                            |
| 地下一层          | 站厅   | 客服中心、自动售票机、验票机                                                                                |
| 地下二层          | 站台   | \| \| \| █ 1号线往窦官（新寨） \| \| 島式 · 開左邊车门 \| \| \| \| \| \| █ 1号线往小孟工业园（贵阳北站） \| |
|                   |        | █ 1号线往窦官（新寨）                                                                                       |
| 島式 · 開左邊车门 |        | |
|                   |        | █ 1号线往小孟工业园（贵阳北站）                                                                             |

## 车站出口
白鹭湖站共有4个出入口，各出口及周围设施如下所示：
| 编号                | 出入口信息                                                           | 照片 | 无障碍设施 |
| ------------------- | -------------------------------------------------------------------- | ---- | ---------- |
| A · 出口            | 宏运大道                                                             |      | 不適用     |
| B · 出口 · （设有） | 宏运大道，凯里路                                                     |      |            |
| C · 出口 · （设有） | 宏运大道，凯里路，北大资源梦想城，贵阳市人力资源社会保障公共服务中心 |      |            |
| D · 出口            | 宏运大道                                                             |      | 不適用     |
| 图例： 设有         |                                                                      |      |            |

## 接驳交通

### 公交车
- 宏运大道：263路
- 轨道白鹭湖站：290路

## 车站历史
本站建设时期工程名为大关站，开通前正式命名为白鹭湖站，站名来自车站西侧的白鹭湖湿地公园。
- 2014年5月4日，车站主体结构封顶[2]。
- 2017年12月28日，车站随1号线观山湖段通车开通[1]。